# سلیران علیا
سلیران علیا، روستایی از توابع بخش مرکزی شهرستان مسجدسلیمان در استان خوزستان ایران است.
این روستا بر روی یک تپه یا دامنه ی کوه تشکیل شده و دارای یک امامزاده بنام سبز پوش و حسینیه و... . است

## جمعیت
این روستا در دهستان جهانگیری قرار دارد و براساس سرشماری مرکز آمار ایران در سال ۱۳۸۵، جمعیت آن ۷۰ نفر (۱۰خانوار) بوده‌است.
مردم این روستا بسیار مهمان نواز و مهربان هستند.
اهالی این روستا از قوم بختیاری و طایفه ی منجزی می باشند.